# L'Enfant de la Toussaint
L'Enfant de la Toussaint est une trilogie historique de Jean-François Nahmias.
Ce livre est une épopée de la guerre de cent ans. Il fait traverser au lecteur cette période de l'histoire de manière documentée en de très nombreux lieux : la Bretagne, Paris, Rome, l'Espagne,..
François de Vivraie et de Cousson, Grand d'Espagne naît le 1er novembre 1337, jour de la déclaration de la guerre par l'Angleterre. Le jour de sa naissance, une prophétesse annonce qu'il devrait viVre cent ans.
Il va parcourir le monde et rencontrer des gens hors du commun sous les couleurs héraldiques des Vivraie : taillé de gueules et de sable (rouge et noir et coupé en deux par une diagonale, le rouge occupant la partie supérieure droite). Il participera à de nombreuses batailles avec son arme de prédilection : le fléau d'arme.
François n'est pas insensible aux femmes et il aura de nombreux enfants. À la fin de sa vie, il deviendra alchimiste.
Il aura fallu huit ans à l'auteur pour achever son récit. Au départ, la bague au loup se composait de deux volumes : La Femme de sable et l'Homme à la Licorne, puis, dans le but que le récit garde son unité de mouvement, l'auteur les a condensés en un seul volume.